# Bébert edizioni
Bébert è una casa editrice italiana con sede a Bologna.

## Storia
Bébert Edizioni è una casa editrice che nasce nel 2012 a Bologna, nel quartiere Bolognina, e nel 2016 diventa associazione culturale.
La casa editrice si propone di "dare voce a produzioni culturali critiche, a saperi indipendenti e narrazioni altre o nascoste", mantenendo l'autonomia e basandosi sull’idea che la cultura sia uno spazio di tutti.
In linea con questi principi, Bébert non pubblica libri a pagamento ed ha scelto il Creative Commons come strumento di tutela della proprietà intellettuale.
Alla distribuzione nazionale nelle grandi catene di librerie, affianca la distribuzione indipendente, alle piccole librerie e alla distribuzione on-line. Il catalogo si trova sulla piattaforma digitale Distribuzioni dal Basso, basata su un sistema di pagamento online “a donazione”, in cui ognuno paga per quel che può.

## Collane
Le collane editoriali sono:
- A colpi d’ascia (narrativa)
- Niandra (saggistica)
- 24fps (cinema)
- Gli Irrisolti (narrativa/ microtascabili)
- Neretva (microsaggistica illustrata)
- International